# Prince de Serbie blanche
- Migration hypothétique du nord caucase vers l'Europe centrale lors des migrations slaves
- Migration de la Serbie blanche avec à leur tête le Prince de Serbie Blanche vers 600 apr. J.-C.
- Échange de population entre l'Empire byzantin et la Grande-Moravie, des Serbes s'installent dans la vallée de la Morava (Serbie) à la place des populations valaques qui vont à l'ouest de Prague en 990

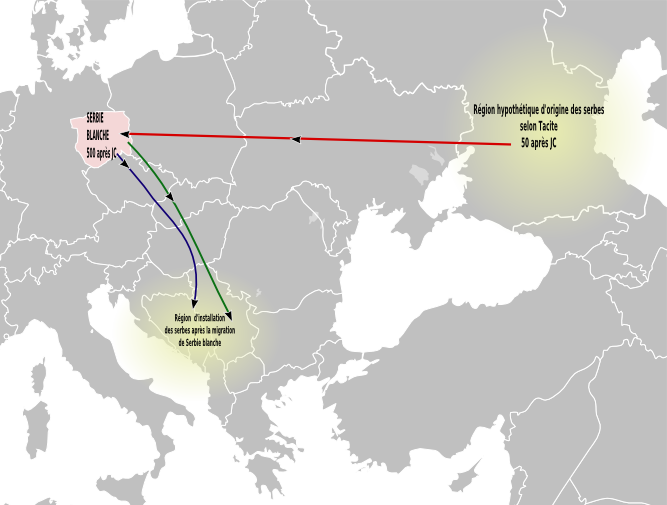
Migrations des serbes entre l'an 50 et 1000 :

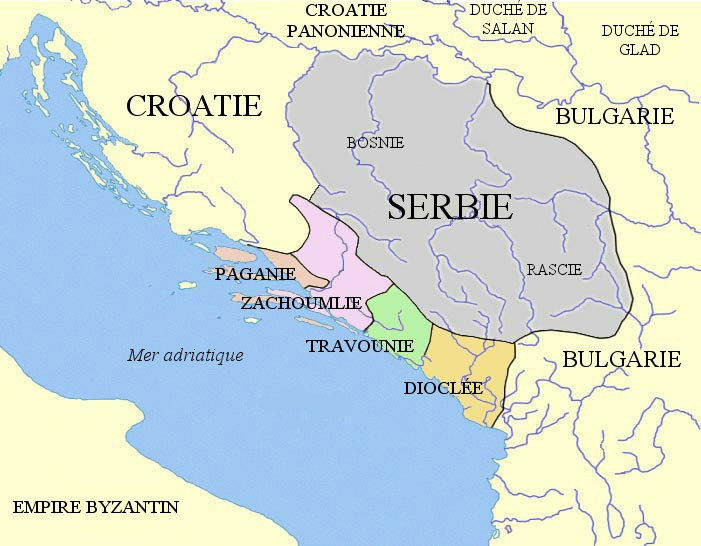
Les territoires peuplés par les « Serbes » après qu'ils ont chassé les Avars, selon De Administrando Imperio

Le Prince de Serbie blanche, ou Prince sans nom. En serbe: Непознати кнез (Nepoznati knez), ou encore l'archonte serbe sont les noms donnés (son vrai nom a été oublié) au chef serbe qui a mené une partie du peuple serbe — l'autre moitié étant restée en Allemagne actuelle — pendant son établissement dans l'Empire byzantin.

## Histoire
La moitié du peuple serbe quitte l'Europe centrale (Serbie blanche) aujourd'hui en Allemagne dans la région de Sorabie ou Lusace, où ils ont vécu plus ou moins trois cents ans.
On parle surtout du Prince dans De administrando Imperio, un livre écrit en 950 par Constantin VII Porphyrogénète. Il raconte l'histoire du peuple des Serbes, leur voyage de la « Serbie blanche »  à la Thessalie pendant le règne de l'empereur byzantin Héraclius, quelque part entre 610 et 641. Cette terre est donnée par Héraclius aux Serbes en récompense de leur victoire sur les Avars, après que l'Empereur a demandé l'aide des Serbes Sorabe via le père du prince, le seigneur Drvan.
Les Serbes sont par la suite installés dans les régions qu'ils ont libérées de l'occupation avare :  Rascie, Bosnie, Zachlumie, Travonie, Paganie, Neretva, et Dioclée.
Toutes ces régions de l'empire byzantin sont libérées par les armées du Prince.
Le Prince meurt au cours d'une bataille contre un chef rebelle serbe en 680.